# Natatolana virilis
Natatolana virilis är en kräftdjursart som först beskrevs av Barnard1940.  Natatolana virilis ingår i släktet Natatolana och familjen Cirolanidae. Inga underarter finns listade i Catalogue of Life.